# Gieorgij Twałczrelidze
Gieorgij Grigorjewicz Twałczrelidze (ros. Георгий Григорьевич Твалчрелидзе, gruz. გიორგი თვალჭრელიძე, ur. 20 sierpnia 1896, zm. 13 kwietnia 1968) – radziecki działacz partyjny i państwowy.

## Życiorys
Od 1915 służył w rosyjskiej armii, w lipcu 1917 wstąpił do SDPRR(b), został aresztowany, 1921 został przewodniczącym wiejskiego komitetu rewolucyjnego. W latach 1921–1928 studiował na Komunistycznym Uniwersytecie im. Swierdłowa, jednocześnie do 1924 pracował w Centralnej Komisji ds. Czystki RKP(b), od 1928 był funkcjonariuszem partyjnym w Gruzińskiej SRR, a 1930-1934 członkiem Centralnej Komisji Kontrolnej Komunistycznej Partii (bolszewików) Gruzji. Od 1931 do kwietnia 1937 był I sekretarzem Lenińskiego Komitetu Rejonowego KP(b)G w Tbilisi, potem I sekretarzem Komitetu Rejonowego KP(b)G w Gurdżaani i w Macharadze (obecnie Ozurgeti), a 1940-1944 I sekretarzem Adżarskiego Komitetu Obwodowego KP(b)G. W latach 1944–1952 był sekretarzem Kolegium Partyjnego przy KC KP(b)G/KPG, a  od 5 marca 1954 do 1956 ministrem kontroli państwowej Gruzińskiej SRR, 1957 przeszedł na emeryturę.

## Odznaczenia
- Order Lenina (24 lutego 1941)
- Order Wojny Ojczyźnianej I klasy
- Order Czerwonego Sztandaru Pracy
- Order „Znak Honoru” (22 marca 1936)